# Esclusas de Valdegurriana

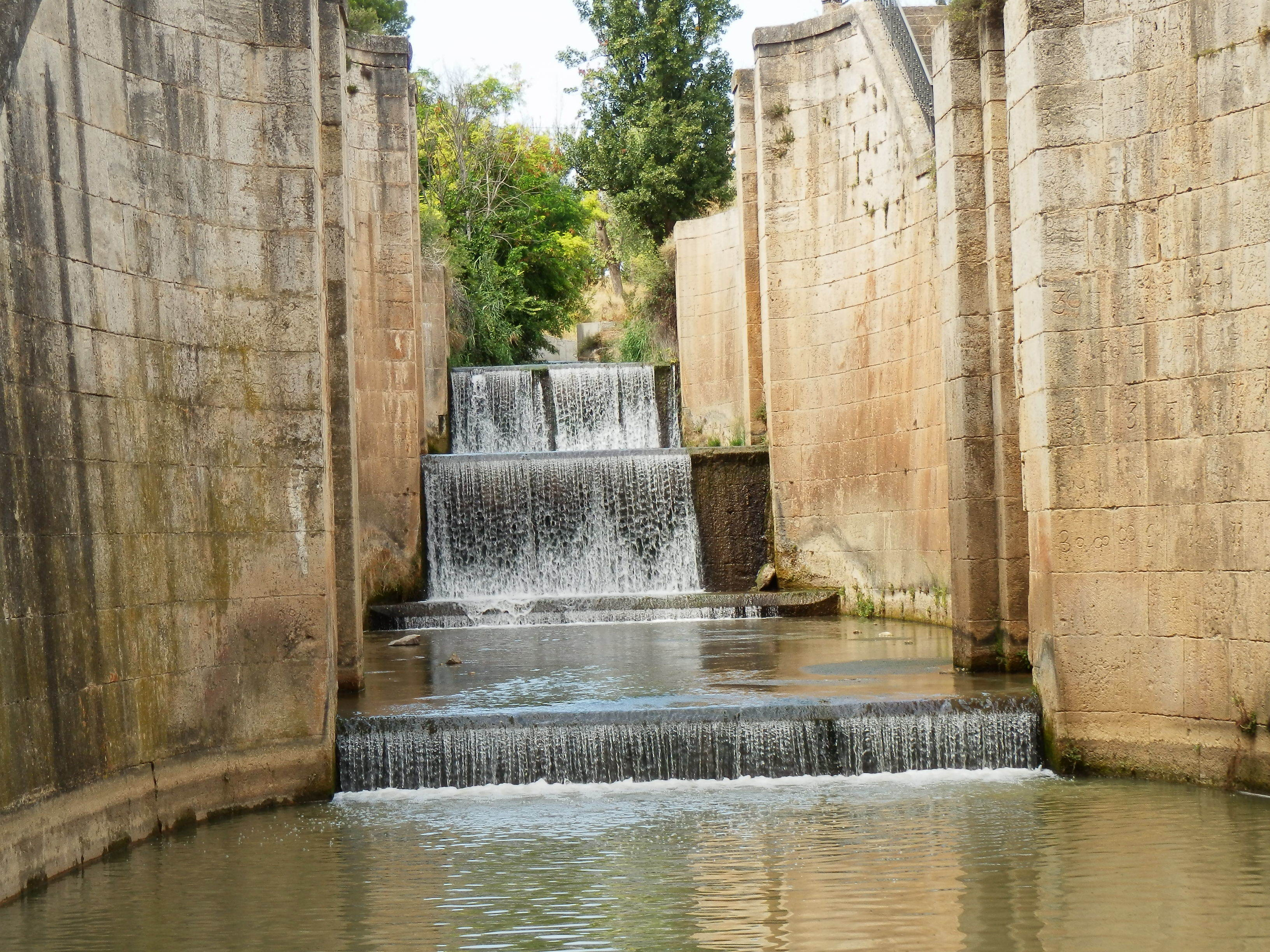
Esclusas de Valdegurriana del Canal Imperial de Aragón en Zaragoza.

Las esclusas de Valdegurriana son unas esclusas del Canal Imperial de Aragón situadas en el término municipal de Zaragoza, España. Se emplearon para la navegación del canal transportando personas y mercancías durante décadas. Actualmente no están en uso porque se retiraron las compuertas hace años.

## Descripción
El Canal Imperial de Aragón es un canal de riego y de navegación de 110 km construido de 1776 a 1790 entre Fontellas (Navarra) y Fuentes de Ebro (Zaragoza). Con un desnivel total de 125 metros en todo su recorrido de 110 km, la pendiente del Canal es tan sólo de 8 cm/km (un 0,08%), lo que hace posible la navegación en ambos sentidos.
En el Canal se construyeron 3 grupos de esclusas, que están en el término municipal de Zaragoza, donde el Canal tiene un desnivel de 30 metros:
- En el km 81: Esclusas de Casablanca. Regulaban el nivel del Canal antes de cruzar el río Huerva y formaban parte del puerto de Casablanca. Actualmente no están en uso.[1]

- En el km 89: Esclusas de Valdegurriana. Las cuatro esclusas de Valdegurriana, al término de los montes de Torrero de Zaragoza, tienen un salto total de 13 metros.  Tienen planta oval y una esmerada construcción en sillería. A la entrada de estas esclusas se encuentra la Almenara de San Bernardo que se ocupaba de las compuertas y la distribución de agua de riego.[2] Actualmente no están en uso.[1]

- En el km 91: Las tres esclusas del camino de Torrecilla tienen un salto de 9,75 metros y actualmente están en ruinas.[1]

## Funcionamiento
Cuando una barca bajaba por el cauce en el sentido de la corriente, primero se abrían las portanas inferiores de la compuerta situada aguas arriba para que entrase el agua desde el canal a la balsa y se igualasen los desniveles. Una vez que estaban al mismo nivel, se abrían las compuertas, abatiéndolas contra la pared del canal, para que pasara la barca.
Se encerraban entonces, las compuertas superiores de la esclusa y se abrían las portanas de las situadas aguas abajo, con lo que el agua pasaba y descendía el nivel de la balsa hasta igualar al del Canal; en ese momento se abrían las compuertas y la barca seguía su recorrido.
Para remontar la esclusa, se hacía la misma operación en sentido inverso.

## Navegación
El Canal Imperial de Aragón fue una importante vía de comunicación transportando a personas y mercancías.
En 1833 J. Palacios escribió:

En las 16 leguas que tiene el Canal en el día navegables desde el Bocal a Zaragoza, no deja de tener el público un interés conocido, pues transporta por el agua todos sus géneros y frutos de cualquier clase que sean, para lo que hay prevenidos barcos de transporte muy bien acondicionados, y cuyo flete es sumamente barato y cómodo. Lo mismo sucede con el transporte de las personas, para las que hay otra clase de barcos, cubiertos y en figura de coches o tartanas, con asientos en ambos costados, los que ofrecen toda la comodidad posible. Tres barcos de estos suben y bajan todas las semanas desde Zaragoza al Bocal, siendo los dos de estos las diligencias que se han establecido desde el año próximo pasado, los cuales hacen el viaje en un día, tanto a la ida como a la vuelta, y en algunas temporadas del año van llenos de gente, no siendo en otras tanta la concurrencia de los viajeros, los que de todos modos se hallan muy complacidos en tener un viaje tan pronto y cómodo por agua, siéndo así que haciéndolo por tierra les es mucho más penoso, largo e incómodo.

## Ubicación y accesos
La ubicación geográfica es 41°36′38.902″N 0°51′18.958″O / 41.61080611, -0.85526611
Al lado está el parque de las esclusas de Valdegurriana al que se puede llegar andando o en bicicleta por la senda de Valdegurriana perteneciente al Anillo Verde de Zaragoza.
También se puede llegar en coche por el paso del Canal hasta una zona habilitada como aparcamiento.
| Recorrido del Canal Imperial de Aragón |
| --- |
| Tudela Fontellas Ribaforada Buñuel Cortes NAVARRA ZARAGOZA Mallén Novillas Arba Gallur Boquiñeni Luceni Pedrola Grisén Alagón Ebro Pinseque Garrapinillos Canal Imperial Zaragoza Huerva Gállego Esclusas de Valdegurriana El Burgo de Ebro Fuentes de Ebro |

## Galería

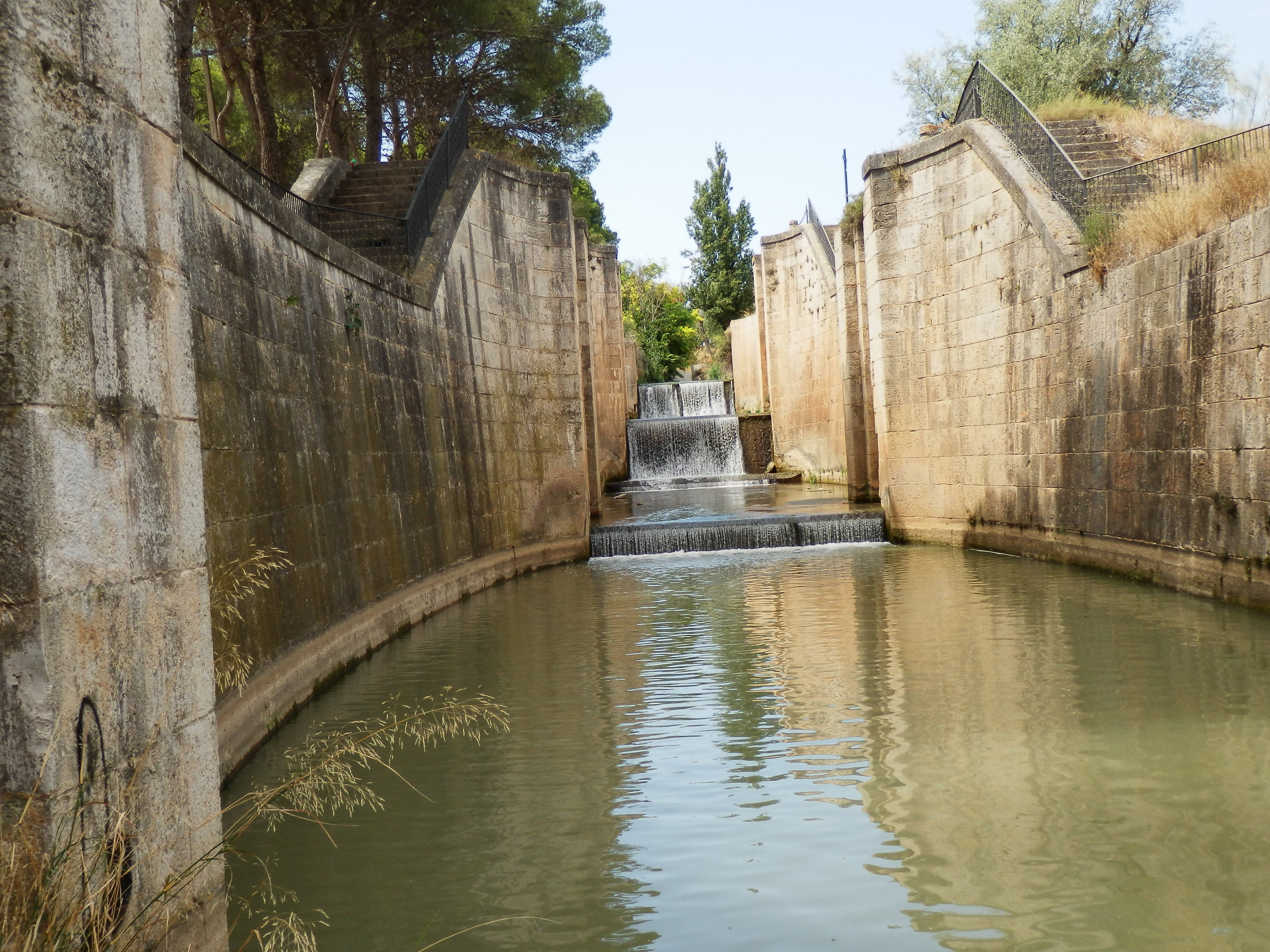
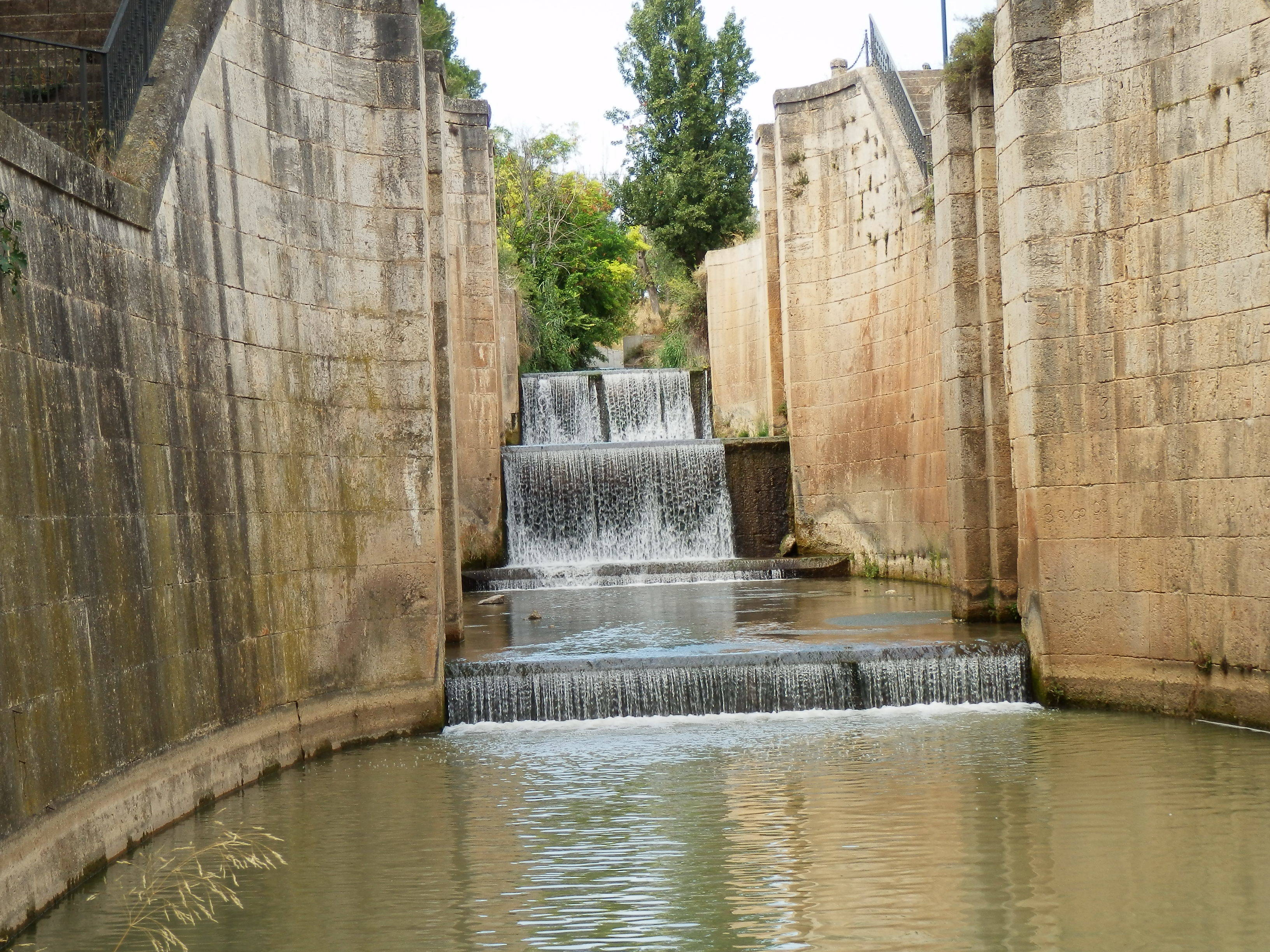
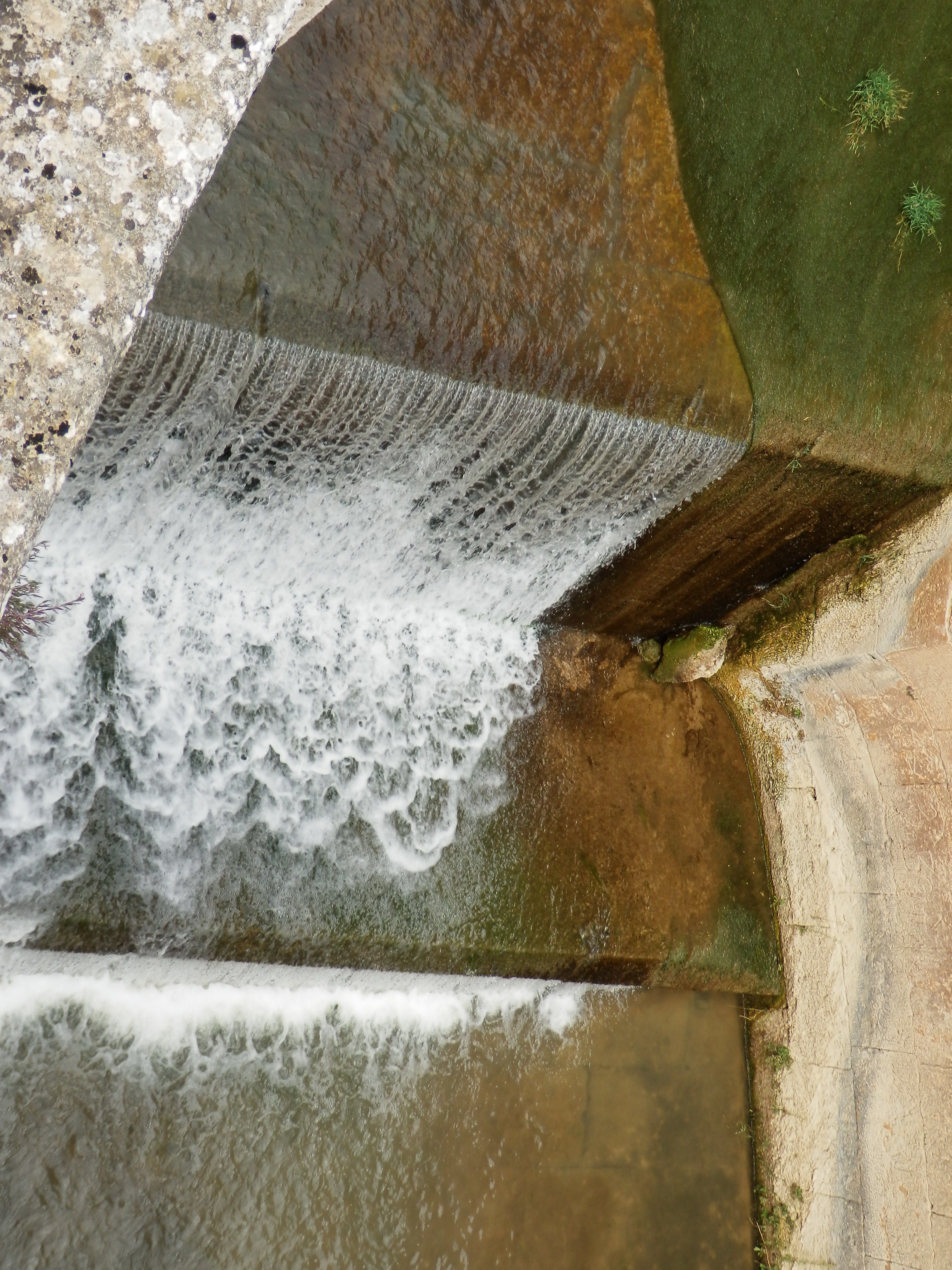
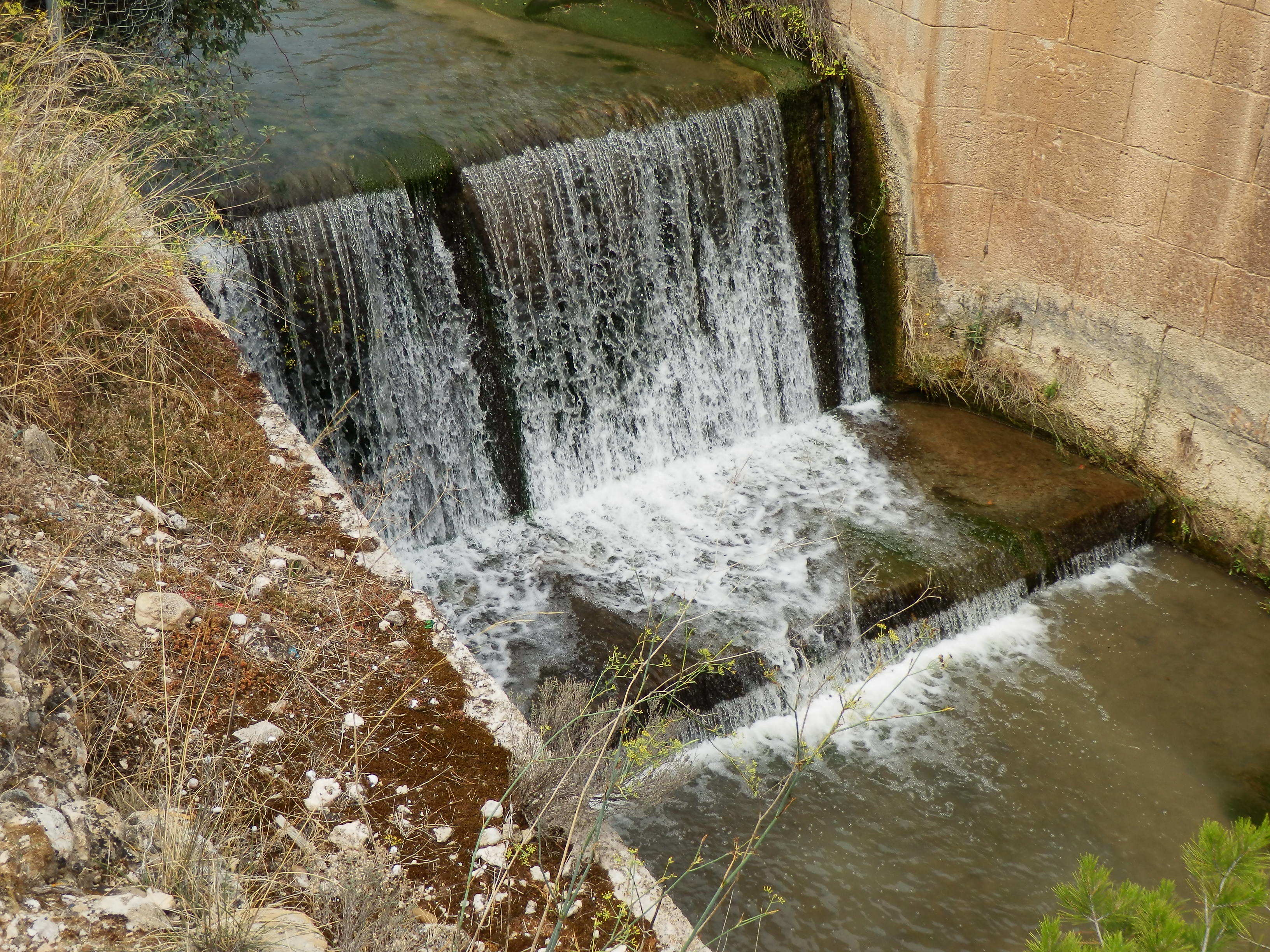
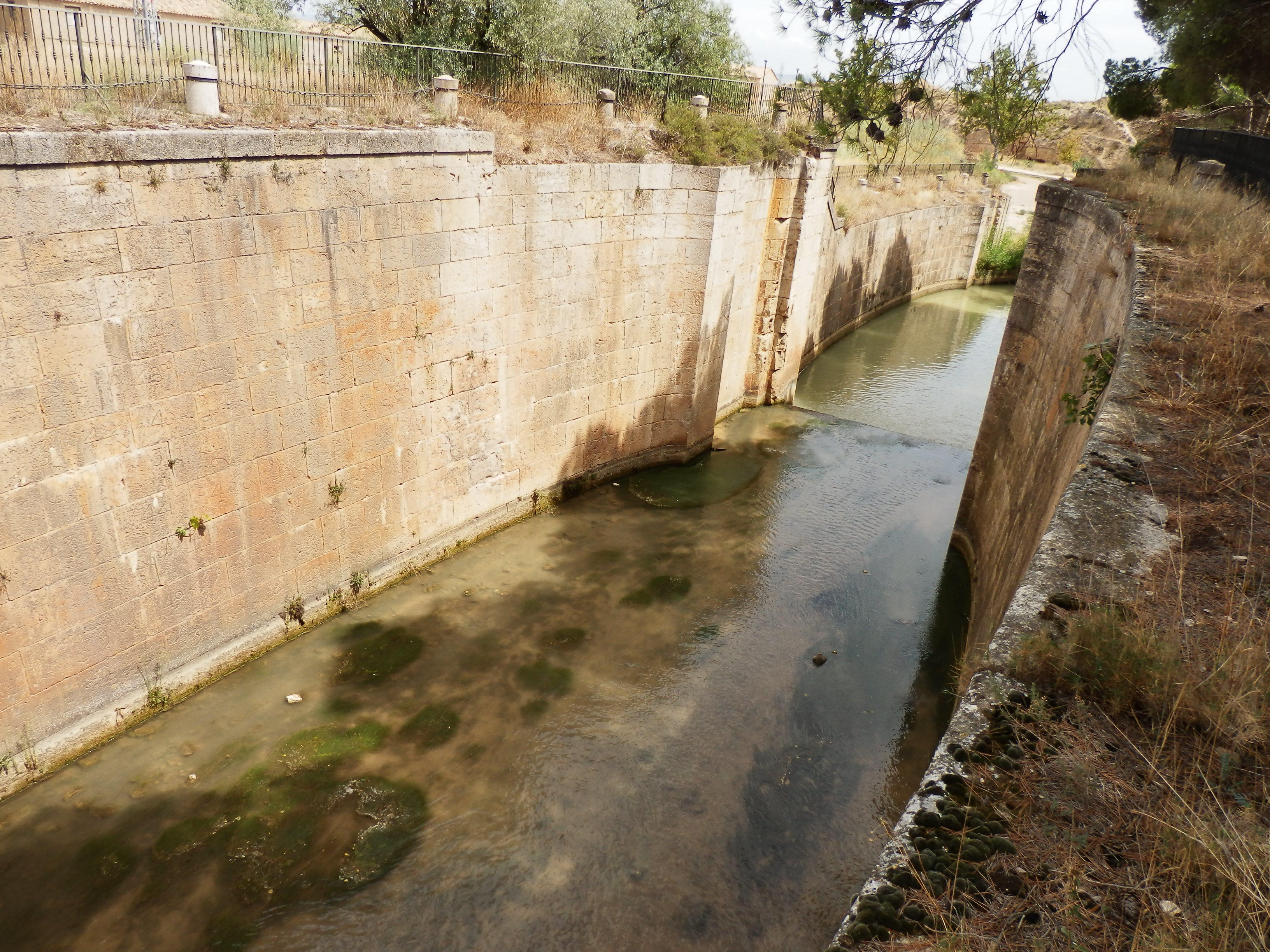
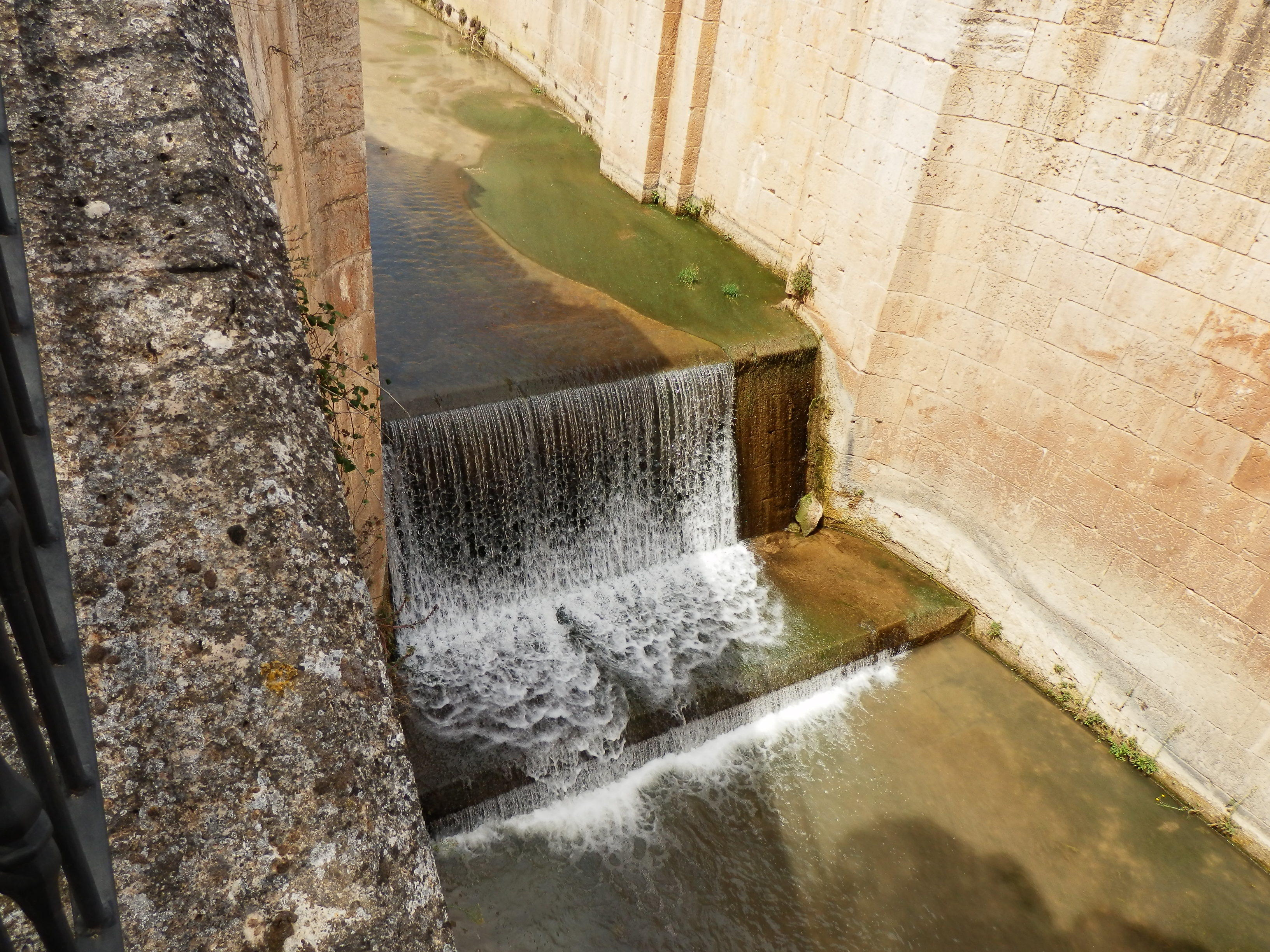
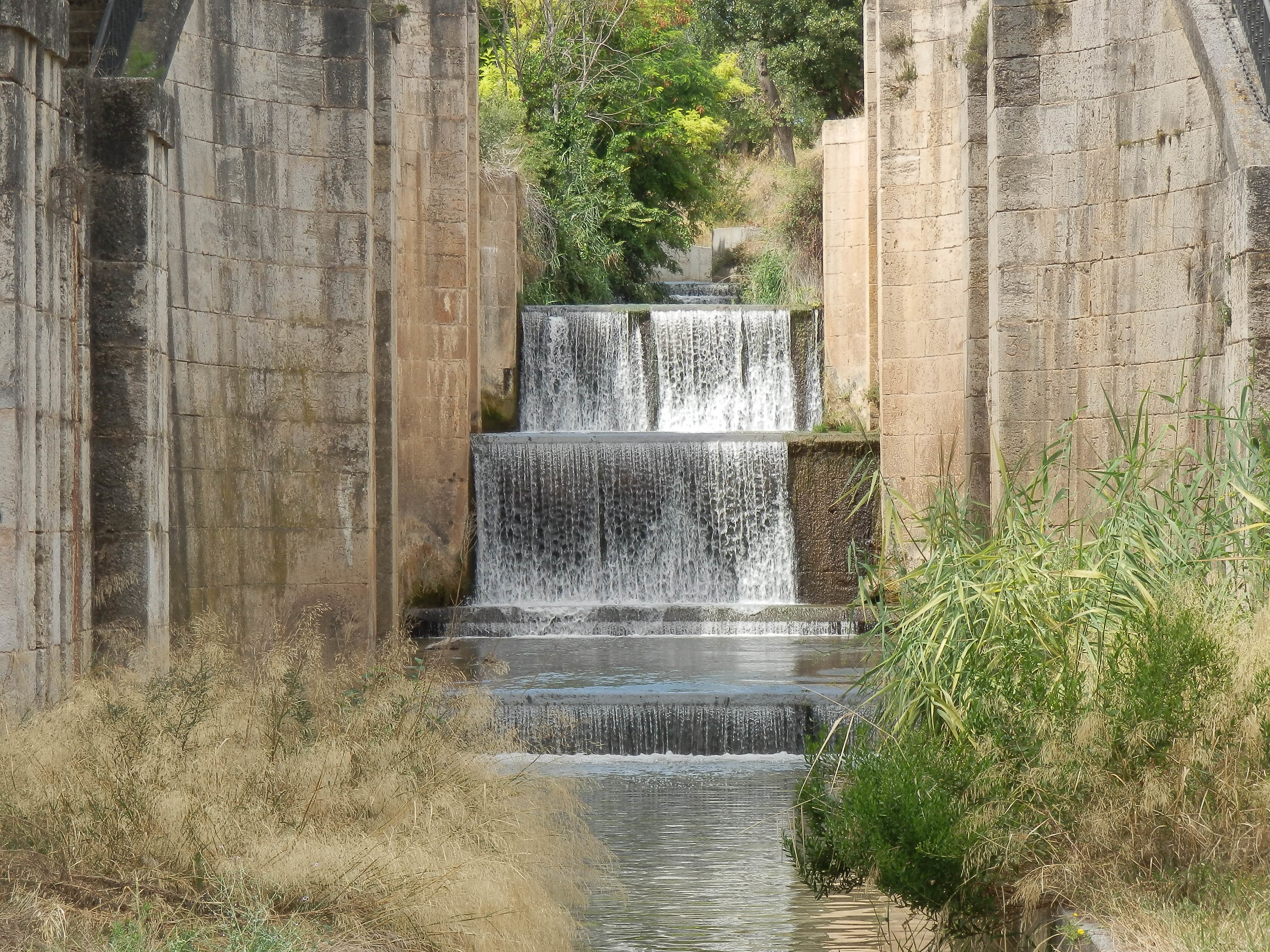
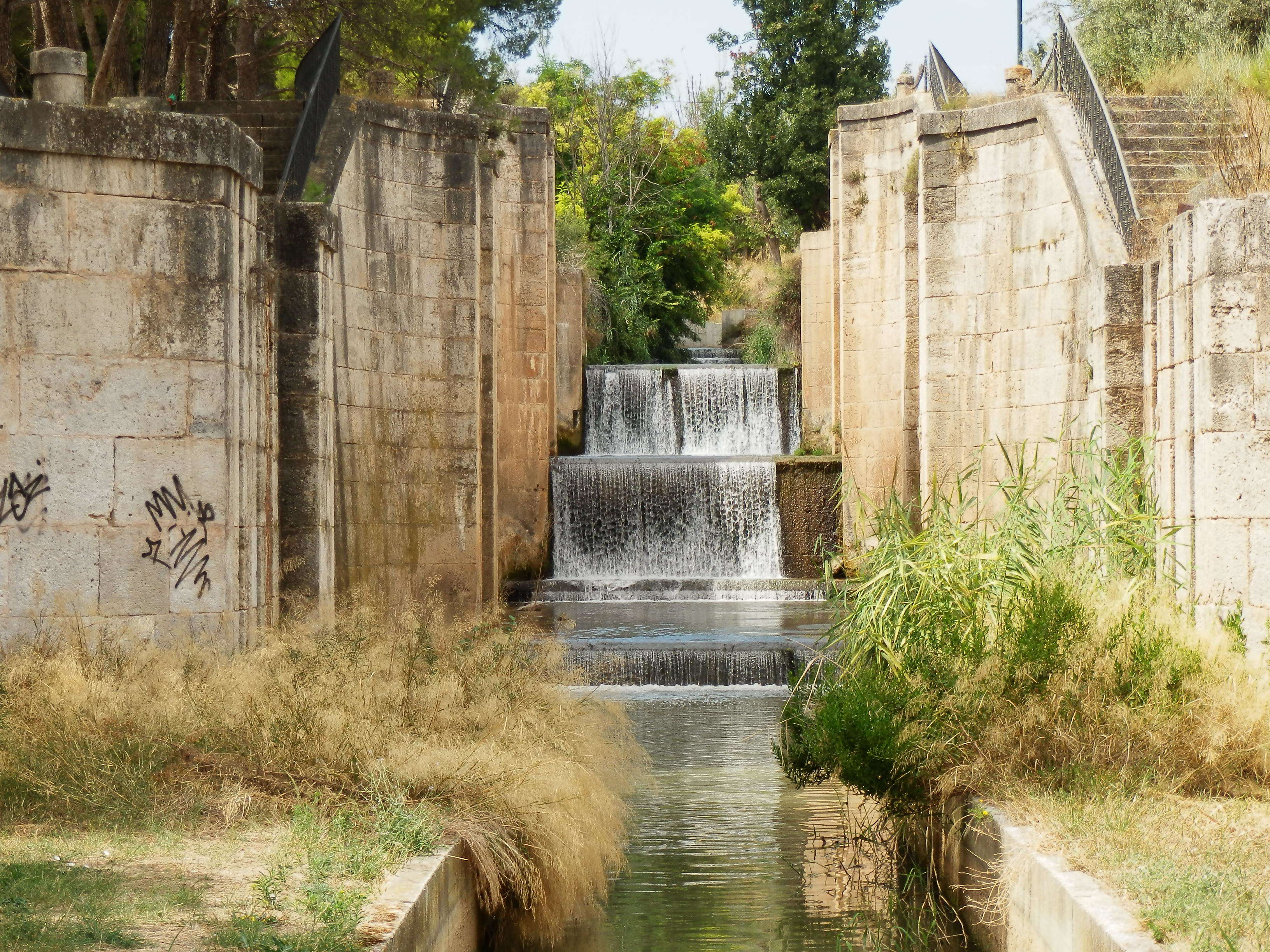
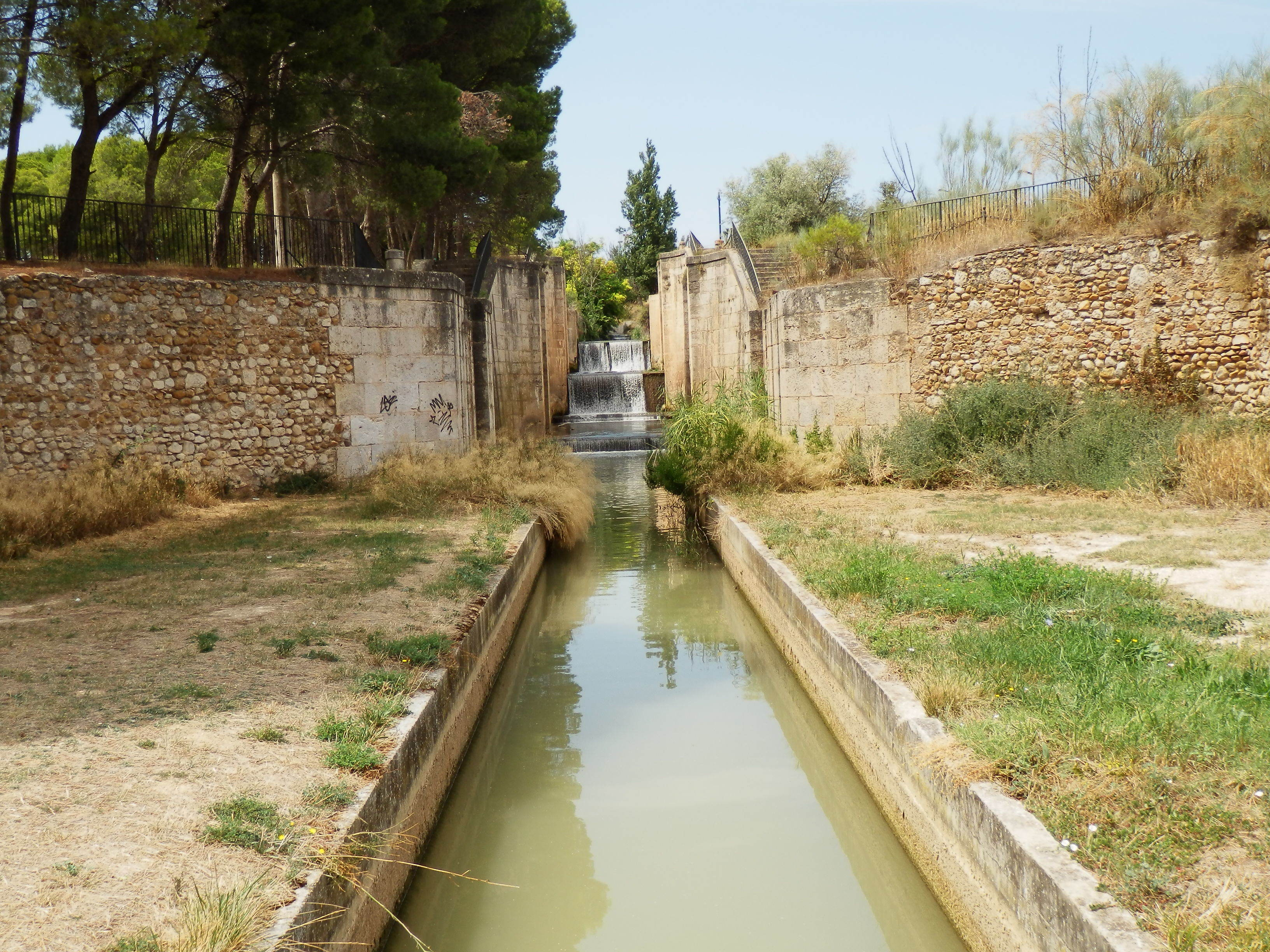